# B-11無反動砲
B-11無反動砲は、ソビエト連邦製の107mm無反動砲である。

## 概要
砲身にライフリング（線条）の無い滑腔砲であり、直接照準だけでなく間接照準による砲撃も可能である。砲架には2つのゴムタイヤが付いており、六輪式のZIL-157 トラックか四輪式のGAZ-69によって牽引される。
1954年に制式採用されたが、対戦車ミサイルの実用化に伴って1970年代にソビエト連邦軍からは退役した。しかし、現在でも多くの国で現役で運用中である。